# Antonio Citterio
Antonio Citterio (* 1950 in Meda) ist ein italienischer Architekt.

## Leben
Citterio besuchte bis 1972 das Polytechnikum in Mailand. Nach seinem Abschluss in Architektur eröffnete er mit Paolo Nava ein eigenes Büro und arbeitete als Industriedesigner, bevor er sich der Architektur und dem Design von Einrichtungsgegenständen verschrieb. 1999 gründete er mit Patricia Viel in Mailand das Büro „Antonio Citterio and Partners“. Citterio versteht sich selbst in erster Linie als Architekt, der den Raum an sich stets als Grundlage für sein Produktdesign versteht. Seit 1999 lehrt er an der Akademie für Architektur in Mendrisio/Schweiz, an der Domus Akademie in Mailand und an der Universität „La Sapienza“ in Rom.

## Überblick
Zu Citterios Entwürfen zählen u. a. Sitzmöbel, Regale, Türgriffe, Betten, Kücheneinrichtungen und komplette Bäder. Er arbeitet mit renommierten Namen des internationalen Wohndesigns wie Arclinea, B&B Italia, Flexform, Kartell und Vitra. Seit 2001 entwirft er Bäderwelten für Axor/Hansgrohe AG. 1979 und 1987 erhielt er für seine Arbeiten den Compasso d’Oro. 2002 wählte ihn die Zeitschrift „A&W Architektur & Wohnen“,Hamburg zum „Designer des Jahres“. 2007 wurde er in Großbritannien zum „Royal Designer for Industry“. Er ist seit 2007 Mitglied des Italienischen Rats für Design.